# Bruno Loerzer

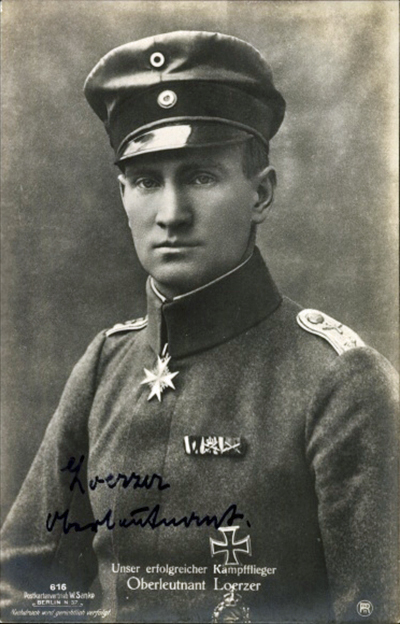
Jagdpilot Bruno Loerzer 1918 mit dem Pour le Mérite

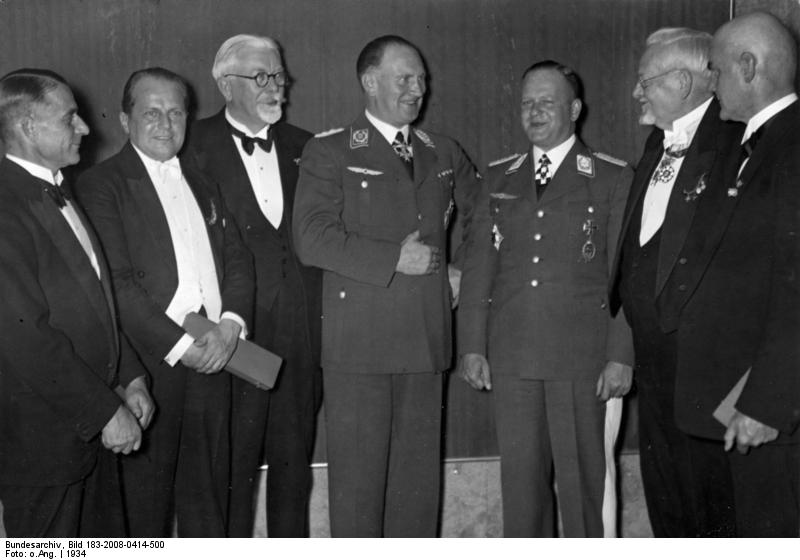
Bruno Loerzer (Mitte) im Kreis anderer Piloten (1934)

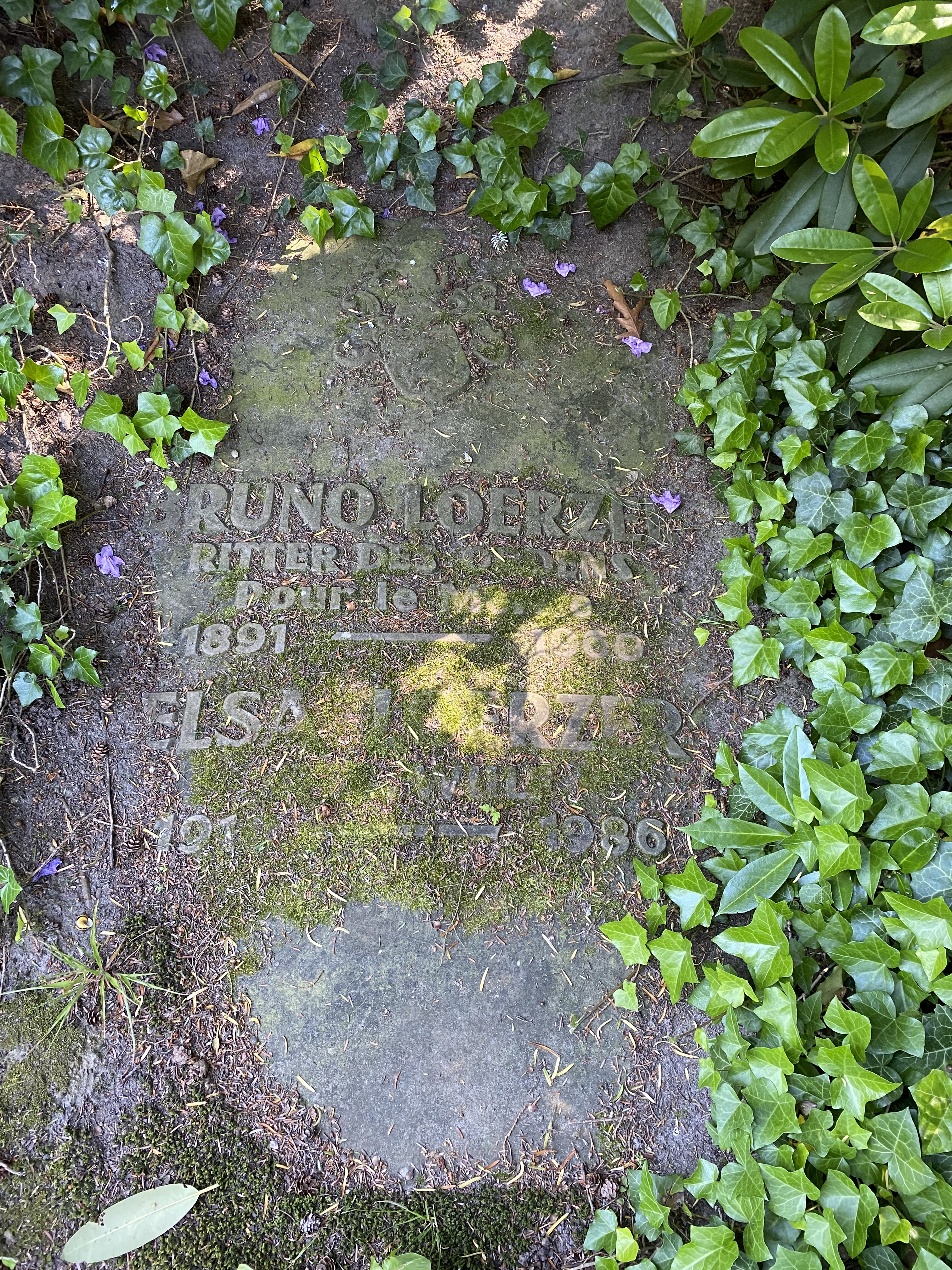
Grabstätte auf dem Nienstedtener Friedhof

Bruno Loerzer (* 22. Januar 1891 in Berlin; † 22. August 1960 in Hamburg) war ein Jagdflieger im Ersten Weltkrieg und Generaloberst der deutschen Luftwaffe im Zweiten Weltkrieg.

## Leben
Loerzer trat am 13. September 1911 in das preußische Heer ein und wurde während des Ersten Weltkrieges zum Piloten ausgebildet. Er war bis Mitte 1915 zusammen mit Hermann Göring zunächst als Aufklärer im Einsatz. Bis Januar 1917 war er bei drei verschiedenen Jagdstaffeln eingesetzt. In dieser Zeit erzielte er die ersten beiden Luftsiege über französische Flieger. Nach seinem 20. Abschuss im Oktober 1917 und der Verleihung des Ordens Pour le Mérite im Februar 1918 wurde er zum Kommandeur des neu formierten Jagdgeschwaders III ernannt. Zu den mit 11 Luftsiegen erfolgreichsten Fliegern gehörte unter seinem Kommando auch sein Bruder Fritz (1893–1952).

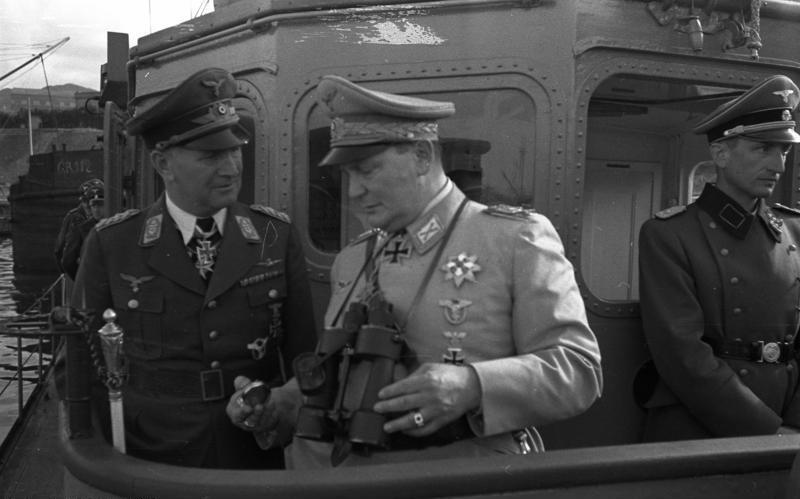
Göring und Loerzer (li.)

Als Führer der Jasta 26 und dreier anderer Jagdstaffeln war er sehr erfolgreich. Seine mit den technisch hochwertigen Fokker D.VII – einem der besten Flugzeuge des Ersten Weltkriegs – ausgestatteten Einheiten fügten den Alliierten schwere Verluste zu und waren deshalb besonders gefürchtet. Loerzer selbst, von 21. Februar bis 11. November 1918 Kommandeur des Jagdgeschwaders III (JG III), erzielte im gesamten Krieg 44 Abschüsse und war damit einer der erfolgreichsten deutschen Jagdpiloten.
Nach 1918 kämpfte Loerzer in verschiedenen Freikorps im Baltikum, ehe er am 31. März 1920 als Hauptmann aus der Reichswehr entlassen wurde. Anschließend arbeitete er bis zu seiner Entlassung im Jahr 1923 als Flugzeugführer für die Sablatnig-Flugzeugbau GmbH. Er verließ vorübergehend die Fliegerei und arbeitete für die Zigarrenfabrik seines alten Kriegskameraden Jacob Wolff. Ab 1925 war er Leiter des Reichsverbandes der deutschen Luftfahrzeughalter, einer zivilen Pilotenvereinigung. Als enger Vertrauter Hermann Görings wurde er im Juni 1929, mit ihm selbst, in den Aufsichtsrat der Deutsche Lufthansa (Deutsches Reich)Deutschen Luft Hansa AG aufgenommen, um dort als Interessenvertreter der NSDAP und für eine deutsche Luftrüstung wirken zu können. So übernahm Loerzer über mehrere Jahre in diesem Gremium die Rolle eines Verbindungsmannes dieser Kreise.
1925 siegte er beim Deutschlandflug in der Gruppe A mit einer Klemm-Daimler L 21.
Unter den Nationalsozialisten profitierte seine Karriere vor allem von seiner Freundschaft mit Hermann Göring. 1933 wurde er zunächst Präsident des Deutschen Luftsportverbandes, einer militärischen Tarnorganisation, und Reichsluftsportführer, ehe er 1935 – mit der offiziellen Gründung der zuvor von den Bestimmungen des Versailler Friedensvertrages verbotenen Luftwaffe – als Oberst reaktiviert und 1937 zum Kommodore eines Jagdgeschwaders ernannt wurde. Ab 1938 wurde er Inspekteur der Jagdflieger.
Bei Kriegsbeginn war Loerzer Generalmajor und Kommandeur der 2. Fliegerdivision. Im Oktober 1939 zum Kommandierenden General des II. Fliegerkorps ernannt, wurde er am 1. Januar 1940 Generalleutnant und schon am 19. Juli desselben Jahres zum General der Flieger befördert. Im Februar 1943 wurde er dann von Göring unter Beförderung zum Generaloberst zum Chef des Luftwaffenpersonalamts und der personellen Rüstung ernannt, eine Stellung, mit deren Pflichten Loerzer weit überfordert war. Göring beschrieb Loerzer als „seinen faulsten General“, wischte aber die Kritik an ihm beiseite und meinte: „Ich brauche jemanden, mit dem ich abends eine Flasche Rotwein trinken kann.“ Am 20. Dezember 1944 wurde er jedoch seines Kommandos enthoben, in die Führerreserve versetzt und schließlich am 29. April 1945 entlassen.
Loerzer starb 1960 an den Folgen eines Herzinfarkts und wurde auf dem Friedhof Hamburg-Nienstedten beigesetzt.

## Auszeichnungen
- Ehrenbecher für den Sieger im Luftkampf
- Eisernes Kreuz (1914) II. und I. Klasse
- Königlicher Hausorden von Hohenzollern Ritterkreuz mit Schwertern
- Pour le Mérite am 12. Februar 1918
- Orden vom Zähringer Löwen Ritterkreuz II. Klasse mit Schwertern am 27. April 1915
- Militär-Karl-Friedrich-Verdienstorden Ritterkreuz am 8. August 1918
- Wehrmacht-Dienstauszeichnung IV. und III. Klasse
- Medaille zur Erinnerung an den 1. Oktober 1938 mit Spange Prager Burg
- Spange zum Eisernen Kreuz II. und I. Klasse
- Ritterkreuz des Eisernen Kreuzes am 29. Mai 1940